# 卡洛斯·拉特福
卡洛斯·恩里克·拉特福·德·索薩（葡萄牙語：Carlos Henrique Latuff de Sousa，1968年11月30日—）是巴西黎巴嫩裔的男性卡通畫家、諷刺漫畫家，他作品針對的題材以反錫安主義、反資本主義、以巴衝突、與對於美國外交策略方面的批評等等為主。

## 經歷
卡洛斯是在1990年代初期投入卡通畫創作。當1997年觀看一部有關薩帕塔民族解放軍的紀錄片時，他為了想支持該組織的行動理念，便以此為題材繪製了幾篇卡通畫。在那些作品得到正面迴響並獲得關注後，他開始架設個人網站來展示作品。之後英國卡通畫俱樂部的前會長葛拉漢·孚威爾（Graham Fowell）有注意到卡洛斯的創作，並把他與專門繪製諷刺社會現象畫作的匿名塗鴉藝術家班克斯給做比較。
於1999年卡洛斯前往中東一帶，當目睹活在約旦河西岸地區下的巴勒斯坦人情況後，開始關注巴勒斯坦局勢，並創作諷刺以色列政治策略的卡通畫。他個人也曾因為數次在作品裡批評巴西警察的暴行，而被巴西警方逮捕過三次。
卡洛斯也關注著阿拉伯世界的動態，當2011年埃及革命發生後，有運動人士表示出當他們看到卡洛斯替此事件繪製的幾張卡通畫時；內心受到了鼓動。路透社也將卡洛斯比喻為是在阿拉伯之春期間裡「透過諷刺作品來火力全開的英雄」。

## 個人觀點
卡洛斯對於個人所發表過的創作允許自由共享取用，他認為他的目的不是為了製造藝術品；而是要傳遞訊息。
在以色列與巴勒斯坦紛爭的局勢裡，他是站在聲援巴勒斯坦一方。他多次批評以色列打壓巴勒斯坦的政策，也不認同西方世界以言論自由名義將穆罕默德用在諷刺漫畫上；但採用猶太人大屠殺當題材就代表是仇恨猶太人的普世價值。
美國出兵伊拉克與阿富汗行為也是他針對的主題之一，他厭惡把戰爭當成是電子遊戲一般。
阿拉伯之春民主運動浪潮發生時他支持走向改革的人民陣營；並關注事件後續的發展，例如他認為埃及社會在穆巴拉克總統下台後並未如外界所想像般那般能夠擁有了民主。

## 評價
布魯塞爾自由大學教授喬爾·科特克（Joel Kotek）在他的著書《卡通畫與極端主義：以色列與阿拉伯世界的猶太人與西方媒體》（Cartoons and Extremism: Israel and the Jews in Arab and Western Media）中；認為卡洛斯就像是網路時代裡的反猶法國作家愛德華·德呂蒙，美國雜誌《The Forward》的艾迪·波提諾（Eddy Portnoy）在評論此書時，額外提及卡洛斯的畫作想以極端內容來讓以色列支持者內心不安，但這種方式對於實際的反猶一方只是在幫倒忙。
先前2006年由伊朗舉辦的屠殺題材卡通畫國際競賽（International Holocaust Cartoon Competition）裡，卡洛斯以一幅將以色列所建造用於隔離巴勒斯坦人的西岸屏障比喻成納粹集中營；讓一名身著集中營囚衣、望著圍牆哀嘆的巴勒斯坦人之內容作品，為他得下競賽裡的第二名成績。猶太作家曼佛雷德·葛斯登費德（Manfred Gerstenfeld）將他的卡通畫列在是屬於把猶太人大屠殺給反向暗喻作品之一。
2012年卡洛斯因為之前對以色列總理班傑明·納坦尼雅胡的諷刺，被西蒙·維森塔爾中心列為當年度世上前十位反錫安/反猶的毀謗人士清單裡。對此卡洛斯認為對方將他與別的激進份子給一同相提並論；整件事就像是伍迪·艾倫電影裡的笑料，並回應如果以色列因為這樣而反感就表示他是在做正確的事，以及諸如德斯蒙德·杜圖、喬賽·薩拉馬戈、吉米·卡特等人都有被貼上反猶標籤的情況。

## 相關畫作
- 卡洛斯在屠殺題材卡通畫國際競賽中獲選第二名的作品；影射以色列的西岸屏障政策將巴勒斯坦人如同身陷納粹集中營。
- 比喻以色列藉用反猶太主義理由來打壓對於巴勒斯坦一方的聲援。
- 諷刺以色列與巴勒斯坦兩方遭受迫害的程度差別。
- 聲援解放遭以色列封鎖的加薩地區。

- 描述突尼西亞的茉莉花革命間接產生讓埃及總統穆巴拉克政權垮台骨牌效應。
- 以埃及革命發生的1月25日當日時間；作為解放埃及的鑰匙圖示。
- 讚賞埃及革命期間在當地一同團結合作的穆斯林與基督徒。
- 支持埃及革命的圖示。

- 將葉門的英文開頭字「Y」形容成彈弓；把葉門總統阿里·阿卜杜拉·沙雷給彈走。
- 要求阿里·阿卜杜拉·沙雷下台。
- 向維權人士阿卜杜勒·阿薩加夫（Abdulaziz Al-Saqqaf）表達支持。
- 期許葉門社會能重建成功。

- 指責敘利亞阿薩德總統在齋戒月期間進行屠殺。
- 形容敘利亞局勢如同即將爆發的火山讓阿薩德坐立難安。
- 少年哈姆扎·阿里·哈特貝的死去成為撼動阿薩德政權因素之一。
- 認為美國向敘利亞同情是鱷魚的眼淚行徑。

- 將美軍在硫磺島戰役上豎旗的圖片；改成諷刺布希總統以佔取石油資源為目的來發動戰爭。
- 把美國童謠《十個小印地安人》歌詞改編在畫作裡，表示美國對中東的出兵反造成自身人民無辜死去。
- 批評歐巴馬總統對阿富汗的出兵政策。
- 形容美國把以色列所做過的殺戮行為給洗白。

- 比喻希臘在二戰期間遭納粹德國控制，到了國債危機發生後改遭國際貨幣基金組織管控。
- 贊同民眾擁槍的影星卻爾登·希斯頓（右）對決抱持與他相反立場的導演麥可·摩爾。
- 反對瑞典政府可能會促成監控社會的立法案。
- 支持迪爾瑪·羅賽芙擔任巴西總統。

## 外部連結
- 卡洛斯·拉特福的Facebook專頁
- 卡洛斯·拉特福的Instagram帳戶
- 卡洛斯·拉特福的X（前Twitter）